# Lycenchelys sarsii
Lycenchelys sarsii es una especie de pez de la familia de los Zoarcidae en el orden de los perciformes.

## Morfología
- Los machos pueden llegar a alcanzar los 20 cm de longitud total.[1][2]

## Alimentación
Come poliquetos, crustáceos y bivalvos

## Depredadores
Es depredado por Molva dipterygia.

## Hábitat
Es un pez de mar y de aguas profundas que vive entre 150-600 m de profundidad.

## Distribución geográfica
Se encuentra en el Atlántico norte: el Canadá, Groenlandia, Islandia, Noruega, Rusia, Gran Bretaña. y Suecia.

## Observaciones
Es inofensivo para los humanos. 